# Czajków (województwo mazowieckie)
Czajków – wieś w Polsce położona w województwie mazowieckim, w powiecie siedleckim, w gminie Wodynie. Ma status sołectwa.
| SIMC    | Nazwa | Rodzaj    |
| ------- | ----- | --------- |
| 0694735 | Góra  | część wsi |

Wierni Kościoła rzymskokatolickiego należą do parafii św. Andrzeja Boboli w Rudzie Wolińskiej.
Wieś szlachecka  położona była w drugiej połowie XVI wieku w powiecie garwolińskim  ziemi czerskiej województwa mazowieckiego. W latach 1975–1998 miejscowość administracyjnie należała do województwa siedleckiego.
W pobliżu miejscowości przepływa rzeka Kostrzyń. Znajdują się tam również stawy hodowlane, a teren jest średnio zalesiony. Niedaleko Czajkowa znajduje się stary pałac z XVIII wieku.
18 maja 1944 Niemcy spacyfikowali wioskę. Na miejscu zamordowali Juliana Cabaja i Jana Zielińskiego. 14 mieszkańców wywieźli na roboty przymusowe. Część wsi została spalona.
We wsi działa, założona w 1926 roku jednostka Ochotniczej straży pożarnej, która jest w posiadaniu lekkiego wozu gaśniczego GLM S Tarpan Honker 4011.